# Епархия Альбы (Нумидия)
Епархия Альбы (лат. Dioecesis Albensis) — титулярная епархия Римско-Католической церкви.

## История
Античный город Альба находился в римской провинции Нумидия и был до VII века центром одноимённой епархии. Имена епископов Альбы не известны. В VII веке епархия Альбы прекратила своё существование
В настоящее время епархия Альбы является титулярной епархией Римско-Католической церкви.

## Титулярные епископы
- епископ Pedro de Torres;
- епископ Johannes Petrus Verhorst (24.11.1687 — 12.07.1708);
- епископ Paweł Antoni Załuski (19.05.1710 — ?);
- епископ Eric Francis MacKenzie (11.07.1950 — 20.08.1969);
- епископ André-Jacques Fougerat (19.09.1969 — 30.10.1983);
- епископ José Joaquín Matte Varas (26.11.1983 — 7.03.1998);
- епископ José Sótero Valero Ruz (9.05.1998 — 19.03.2001) — назначен епископом Гуанаре;
- епископ Сержиу да Роша (13.06.2001 — 31.01.2007);
- архиепископ Вито Ралло (12.06.2007 — по настоящее время).

## Источник
- Annuario Pontificio, Libreria Editrice Vaticana, Città del Vaticano, 2003, стр. 754, ISBN 88-209-7422-3
- Konrad Eubel, Hierarchia Catholica Medii Aevi, vol. 5, стр. 75  (лат.)